# Piotr Wyrzykowski (fotograf)
Piotr Wyrzykowski (ur. 1980 w Olsztynie) – polski artysta fotograf, uhonorowany tytułem Artiste FIAP (AFIAP). Członek rzeczywisty i Artysta Fotoklubu Rzeczypospolitej Polskiej Stowarzyszenia Twórców (AFRP). Członek Warmińsko-Mazurskiego Stowarzyszenia Fotograficznego BLUR.

## Życiorys
Związany z warmińsko-mazurskim środowiskiem fotograficznym – mieszka, pracuje i tworzy w Olsztynie. Fotografuje od 2008 roku. Miejsce szczególne w jego twórczości zajmuje fotografia architektury, fotografia krajobrazowa, fotografia przyrodnicza. Był członkiem Warmińsko-Mazurskiego Stowarzyszenia Fotograficznego BLUR, w pracach którego uczestniczył w latach 2012–2015, organizując (m.in.) wiele wystaw fotograficznych członków stowarzyszenia.
Jest współautorem wielu wystaw fotograficznych; zbiorowych, pokonkursowych. Brał aktywny udział w Międzynarodowych Salonach Fotograficznych, organizowanych (m.in.) pod patronatem FIAP, zdobywając wiele akceptacji, medali, nagród, wyróżnień, dyplomów, listów gratulacyjnych. Prace Piotra Wyrzykowskiego były prezentowane w wielu krajach Europy i Azji (m.in. w Austrii, Belgii, Francji, Hiszpanii, Szwajcarii, Turcji, na Węgrzech). Wielokrotnie publikował swoje fotografie (m.in.) w prasie specjalistycznej – Landscape Photography Magazine.
W 2020 roku został przyjęty w poczet członków rzeczywistych Fotoklubu Rzeczypospolitej Polskiej Stowarzyszenia Twórców (legitymacja nr 458). W 2020 został uhonorowany tytułem Artiste FIAP (AFIAP), nadanym przez Międzynarodową Federację Sztuki Fotograficznej FIAP, w uznaniu osiągnięć na niwie twórczości fotograficznej.